# Algoritmo greedy
Un algoritmo greedy (dall'inglese greedy, avido) è un paradigma algoritmico che costruisce una soluzione passo dopo passo, effettuando ad ogni iterazione la scelta localmente ottimale, con l'obiettivo di trovare un ottimo globale. Questi algoritmi non sempre garantiscono la soluzione ottimale, ma sono spesso efficienti e forniscono buone approssimazioni per problemi di ottimizzazione complessi.
Il paradigma greedy è caratterizzato da due proprietà fondamentali: la proprietà di scelta greedy (esiste sempre una soluzione ottimale che include la scelta localmente ottimale) e la sottostruttura ottima (la soluzione ottimale contiene soluzioni ottime ai sottoproblemi).

## Descrizione del paradigma
Un algoritmo greedy effettua una sequenza di scelte, dove ogni scelta è localmente ottimale al momento in cui viene presa. L'algoritmo non riconsiderera mai le scelte precedenti, a differenza della programmazione dinamica che esplora tutte le possibili combinazioni di sottoproblemi.
La strategia greedy può essere schematizzata come segue:
1. Ordinare gli elementi secondo un criterio di ottimalità locale
2. Inizializzare una soluzione vuota
3. Per ogni elemento, se è compatibile con le scelte precedenti, aggiungerlo alla soluzione
4. Restituire la soluzione costruita

### Confronto con altri paradigmi
| Paradigma               | Strategia                             | Garanzia di ottimalità              | Complessità tipica |
| ----------------------- | ------------------------------------- | ----------------------------------- | ------------------ |
| Greedy                  | Scelta localmente ottima              | Solo per problemi specifici         | O(n log n)         |
| Programmazione dinamica | Esplorazione di tutti i sottoproblemi | Sì, se esiste sottostruttura ottima | O(n²) - O(n³)      |
| Divide et impera        | Suddivisione ricorsiva                | Dipende dal problema                | O(n log n)         |
| Backtracking            | Esplorazione con ritorno              | Sì, ma può essere esponenziale      | O(2ⁿ) - O(n!)      |

## Proprietà fondamentali

### Proprietà di scelta greedy
La proprietà di scelta greedy stabilisce che una scelta localmente ottima porta sempre a una soluzione globalmente ottima. Formalmente, esiste sempre una soluzione ottima che contiene la scelta greedy effettuata al primo passo.
Dimostrazione tipica (Exchange Argument):
1. Supporre l'esistenza di una soluzione ottima I* che non contiene la scelta greedy
2. Costruire una nuova soluzione I' sostituendo un elemento di I* con la scelta greedy
3. Dimostrare che |I'| ≤ |I*| e che I' è ammissibile
4. Concludere che I' è ottima e contiene la scelta greedy

### Sottostruttura ottima
La sottostruttura ottima garantisce che, dopo aver effettuato la scelta greedy, il problema residuo mantiene la stessa struttura di ottimalità. Questo permette di applicare ricorsivamente la strategia greedy sui sottoproblemi rimanenti.

## Esempi classici

### Selezione di attività
Il problema di selezione delle attività consiste nel selezionare il massimo numero di attività mutuamente compatibili da un insieme di attività, ciascuna caratterizzata da un tempo di inizio e un tempo di fine.
Strategia greedy: Selezionare sempre l'attività che termina prima tra quelle non ancora considerate.
```
ACTIVITY_SELECTOR(s, f, n):
    A = {a₁}
    k = 1
    for m = 2 to n:
        if s[m] ≥ f[k]:
            A = A ∪ {aₘ}
            k = m
    return A

```

Complessità: O(n log n) per l'ordinamento iniziale, O(n) per la selezione.

### Algoritmo di Kruskal
L'algoritmo di Kruskal trova l'albero di copertura minimo di un grafo pesato utilizzando una strategia greedy.
Strategia greedy: Selezionare sempre l'arco di peso minimo che non crea cicli.
```
KRUSKAL(G):
    A = ∅
    for each vertex v ∈ G.V:
        MAKE_SET(v)
    sort edges of G.E in nondecreasing order by weight
    for each edge (u,v) ∈ G.E:
        if FIND_SET(u) ≠ FIND_SET(v):
            A = A ∪ {(u,v)}
            UNION(u,v)
    return A

```

Complessità: O(E log E) dove E è il numero di archi.

### Codifica di Huffman
La codifica di Huffman costruisce un codice a lunghezza variabile ottimale per la compressione di dati.
Strategia greedy: Unire sempre i due nodi con frequenza minima.
```
HUFFMAN(C):
    n = |C|
    Q = C
    for i = 1 to n-1:
        allocate new node z
        z.left = x = EXTRACT_MIN(Q)
        z.right = y = EXTRACT_MIN(Q)  
        z.freq = x.freq + y.freq
        INSERT(Q, z)
    return EXTRACT_MIN(Q)

```

Complessità: O(n log n) utilizzando una coda di priorità.

## Analisi di correttezza
Per dimostrare la correttezza di un algoritmo greedy sono necessari due passi:

### Dimostrazione della proprietà greedy
Utilizzando l'exchange argument:
1. Assumere l'esistenza di una soluzione ottima che differisce dalla scelta greedy
2. Mostrare che è possibile "scambiare" elementi per ottenere una soluzione altrettanto buona che include la scelta greedy
3. Concludere che esiste sempre una soluzione ottima con la scelta greedy

### Dimostrazione della sottostruttura ottima
1. Mostrare che dopo la scelta greedy, il problema residuo ha la stessa struttura
2. Dimostrare che una soluzione ottima del problema originale contiene soluzioni ottime dei sottoproblemi

## Limitazioni
Gli algoritmi greedy non sempre producono soluzioni ottime. Un esempio classico è il problema dello zaino frazionario vs problema dello zaino 0-1:
- Zaino frazionario: L'algoritmo greedy (ordinare per rapporto valore/peso) è ottimale
- Zaino 0-1: L'algoritmo greedy può fallire e richiede programmazione dinamica

Esempio di fallimento:
Capacità zaino: 10, Oggetti: (peso=6, valore=30), (peso=5, valore=20), (peso=4, valore=15)
- Greedy: seleziona primo oggetto → valore totale = 30
- Ottimo: seleziona secondo e terzo oggetto → valore totale = 35

## Problemi di approssimazione
Quando gli algoritmi greedy non garantiscono l'ottimo, spesso forniscono buone approssimazioni:
- Set Cover: Greedy garantisce approssimazione O(log n)
- Vertex Cover: Greedy garantisce approssimazione 2-ottimale
- TSP metrico: Algoritmi greedy garantiscono approssimazioni costanti

## Teoria dei matroidi
Un matroide M = (E, I) è una struttura matematica dove E è un insieme finito e I è una famiglia di sottoinsiemi "indipendenti" di E che soddisfa:
1. ∅ ∈ I (insieme vuoto è indipendente)
2. Se A ∈ I e B ⊆ A, allora B ∈ I (proprietà ereditaria)
3. Se A, B ∈ I e |A| < |B|, esiste x ∈ B\A tale che A ∪ {x} ∈ I (proprietà di scambio)

Teorema fondamentale: Un algoritmo greedy trova sempre una soluzione ottima per problemi di ottimizzazione su matroidi pesati.

### Algoritmo greedy per matroidi pesati
```
GREEDY_MATROID(M, w):
    A = ∅
    sort elements of M.E in decreasing order by weight w
    for each x ∈ M.E:
        if A ∪ {x} ∈ M.I:
            A = A ∪ {x}
    return A

```

## Esempi di implementazione

### Problema del resto (cambio di monete)
Per sistemi monetari "canonici" (come Euro), l'algoritmo greedy è ottimale:
```
CHANGE_MAKING(amount, coins):
    result = []
    sort coins in decreasing order
    for each coin in coins:
        while amount ≥ coin:
            result.append(coin)
            amount -= coin
    return result

```

Attenzione: Per sistemi non canonici, l'algoritmo può fallire.

### Scheduling con deadline
Dato un insieme di lavori con profitti e deadline, massimizzare il profitto:
```
JOB_SCHEDULING(jobs, n):
    sort jobs by profit in decreasing order
    result = []
    for i = 0 to n-1:
        for j = min(n, jobs[i].deadline)-1 down to 0:
            if result[j] is empty:
                result[j] = jobs[i]
                break
    return result

```